# Edgars Gauračs
Edgars Gauračs (Rezekne, 10 de março de 1988) é um futebolista letão, que atua no FK Ventspils. Antes, atuou no Dižvanagi Rēzekne, clube de sua cidade natal, Ascoli e Rodengo Saiano.